# Jason McCartney
Jason McCartney (Honolulu, Hawaii, 3 de setembre del 1973) és un ciclista estatunidenc, ja retirat, que fou professional del 1999 fins al 2013. Especialista en contrarellotge, la seva victòria més important va ser una etapa a la Volta a Espanya de 2007. Va prendre part, sense sort, als Jocs Olímpics d'Estiu de 2004 i 2008.

## Palmarès
- 2002
  - 1r al Tour de Kansas City i vencedor d'una etapa
  - Vencedor d'una etapa al Tour de Toona
- 2003
  - 1r al Joe Martin Stage Race i vencedor de 2 etapes
  - Vencedor de 2 etapes a la Gateway Cup
- 2004
  - Vencedor d'una etapa a la Volta a Geòrgia
- 2007
  - Vencedor d'una etapa a la Volta a Espanya
- 2012
  - Vencedor d'una etapa a la Volta a Portugal

### Resultats a la Volta a Espanya
- 2007. 76è de la classificació general. Vencedor d'una etapa

### Resultats al Giro d'Itàlia
- 2005. 138è de la classificació general
- 2006. 135è de la classificació general
- 2008. 95è de la classificació general
- 2009. 63è de la classificació general